# Sándor Ferenczi
Pour les articles homonymes, voir Ferenczi.
Dans le nom hongrois Ferenczi Sándor, le nom de famille précède le prénom, mais cet article utilise l’ordre habituel en français Sándor Ferenczi, où le prénom précède le nom.
Sándor Ferenczi, né Sándor Fränkel le 7 juillet 1873 à Miskolc et mort le 22 mai 1933 à Budapest, est un neurologue et un psychanalyste hongrois. Membre de la première génération psychanalytique, il est le fondateur, en 1913, de l'Association psychanalytique hongroise. D'abord considéré par Freud comme son « paladin et vizir secret », il est mis au ban de la communauté psychanalytique dès 1932, avant d'être réhabilité à partir des années 1980, notamment grâce à Michael Balint qui traduit en anglais et publie son œuvre.
C'est Wladimir Granoff qui le fit connaître en France en 1958 au cours d'une conférence intitulée : « Ferenczi, faux problème ou vrai malentendu ».

## Biographie
Sándor Ferenczi naît le 7 juillet 1873 à Miskolc, dans le nord-est de la Hongrie, fils de Bernát Fränkel, Polonais d'origine juive né à Cracovie, arrivé à l'âge de 18 ans en Hongrie, et de Rose Eibenschütz, également d'origine polonaise. Il est le huitième enfant d'une fratrie de douze. Son père est libraire, éditeur d'écrits patriotiques et imprimeur. La famille « magyarise » son nom en 1879, alors qu'il a six ans. Il fréquente le lycée protestant de Miskolc où il est un élève studieux. Son père meurt en 1888 et sa mère reprend l'entreprise familiale. Il fait ses études de médecine à partir de 1891 à Vienne, où il loge chez son oncle paternel et retrouve son frère aîné, Zsigmund, ingénieur chimiste près de Vienne et collègue de l'époux de Melanie Klein. Il est diplômé en 1894 et effectue son service militaire, puis s'installe à Budapest, où il travaille comme interne à l'hôpital Saint-Roch de Budapest, puis en 1900, il devient neurologue à la maison des pauvres Elisabeth. Il ouvre son cabinet et publie des articles cliniques dans la revue Gyógyászat, éditée par le médecin Miksa Schächter et plus tard dirigée par Lajos Levy, l'un des fondateurs de l'Association psychanalytique hongroise,. Son premier article, publié en 1899, est intitulé « Spiritisme »,. Alors qu'il a lu L'Interprétation du rêve en 1893, dans la perspective d'en rendre compte dans Gyógyászat, il renonce à son compte rendu, estimant que cela n'en valait pas la peine.

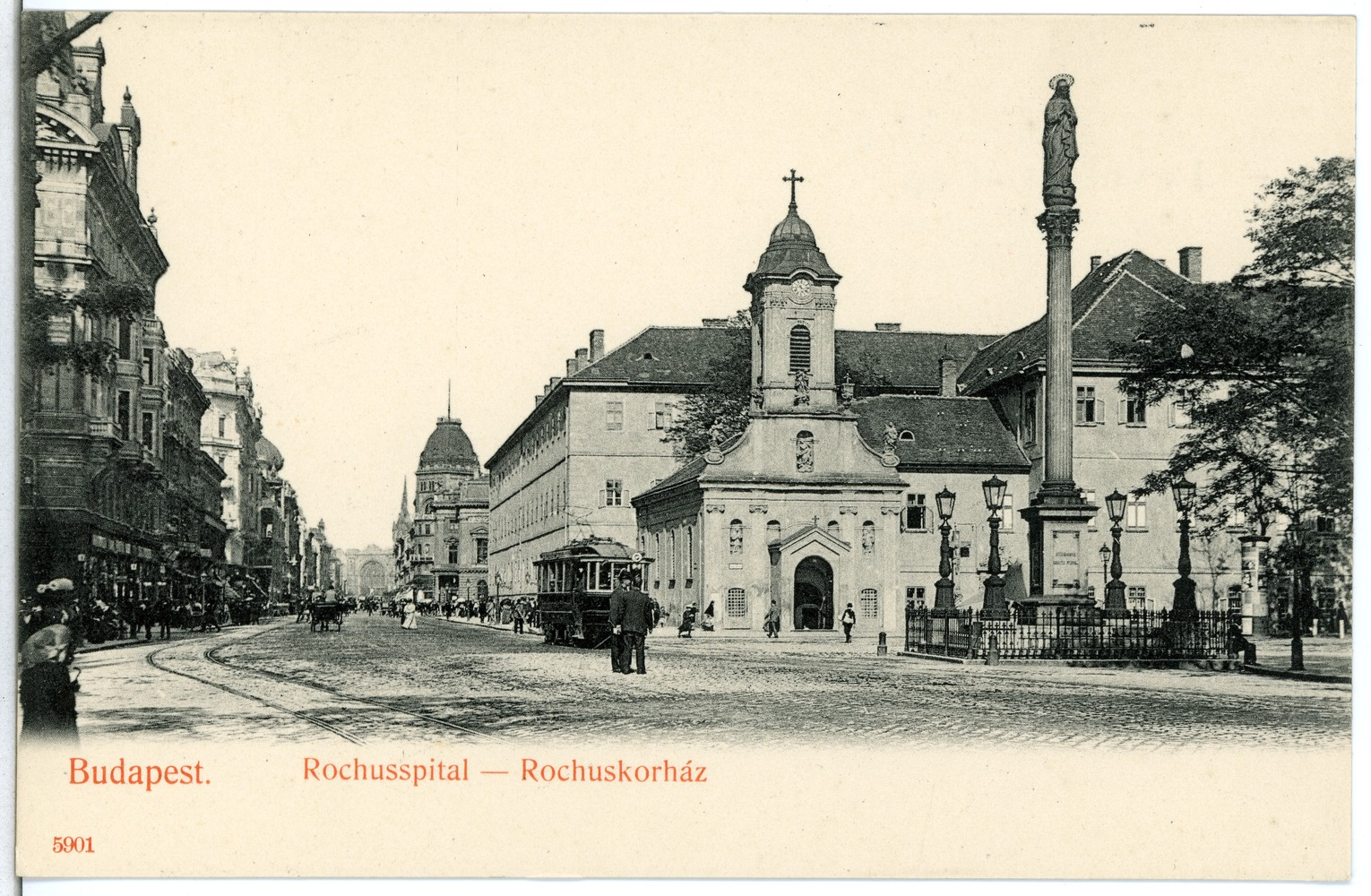
Hôpital Saint-Roch, à Budapest

Ferenczi lit l'ouvrage de Carl Gustav Jung, Diagnostische Assoziation Studien et invite son auteur à Budapest, le 3 mai 1907. Puis il rencontre Sigmund Freud à Vienne, en compagnie de C. G. Jung le 2 février 1908. Le 28 mars Ferenczi fait une conférence sur « les névroses à la lumière des recherches de Freud » et de la psychanalyse, destiné à un public de neurologues, dans lequel il s'appuie sur la théorie freudienne et la technique jungienne d'association d'idées. Il fait publier des textes psychanalytiques dans la revue littéraire Nyugat fondée en 1908 par Ignotus (en) qui en est le rédacteur en chef. Ferenczi donne plusieurs conférences au cercle Galilée. Il entretient une dense correspondance avec Freud, de 1908 à 1933, en allemand. Il participe à la première rencontre internationale, prélude à la création de l'Association psychanalytique internationale, à Salzbourg en 1908, et présente un exposé sur l'éducation des enfants, « Psychanalyse et pédagogie ». Il devient membre de la Société psychanalytique de Vienne et réalise des analyses. Jung et Ferenczi accompagnent Freud aux États-Unis, dans le cadre d'une invitation de l'université Clark de Worcester, dans le Massachusetts, qui organise un cycle de conférences pour son vingtième anniversaire en juillet et septembre 1909.

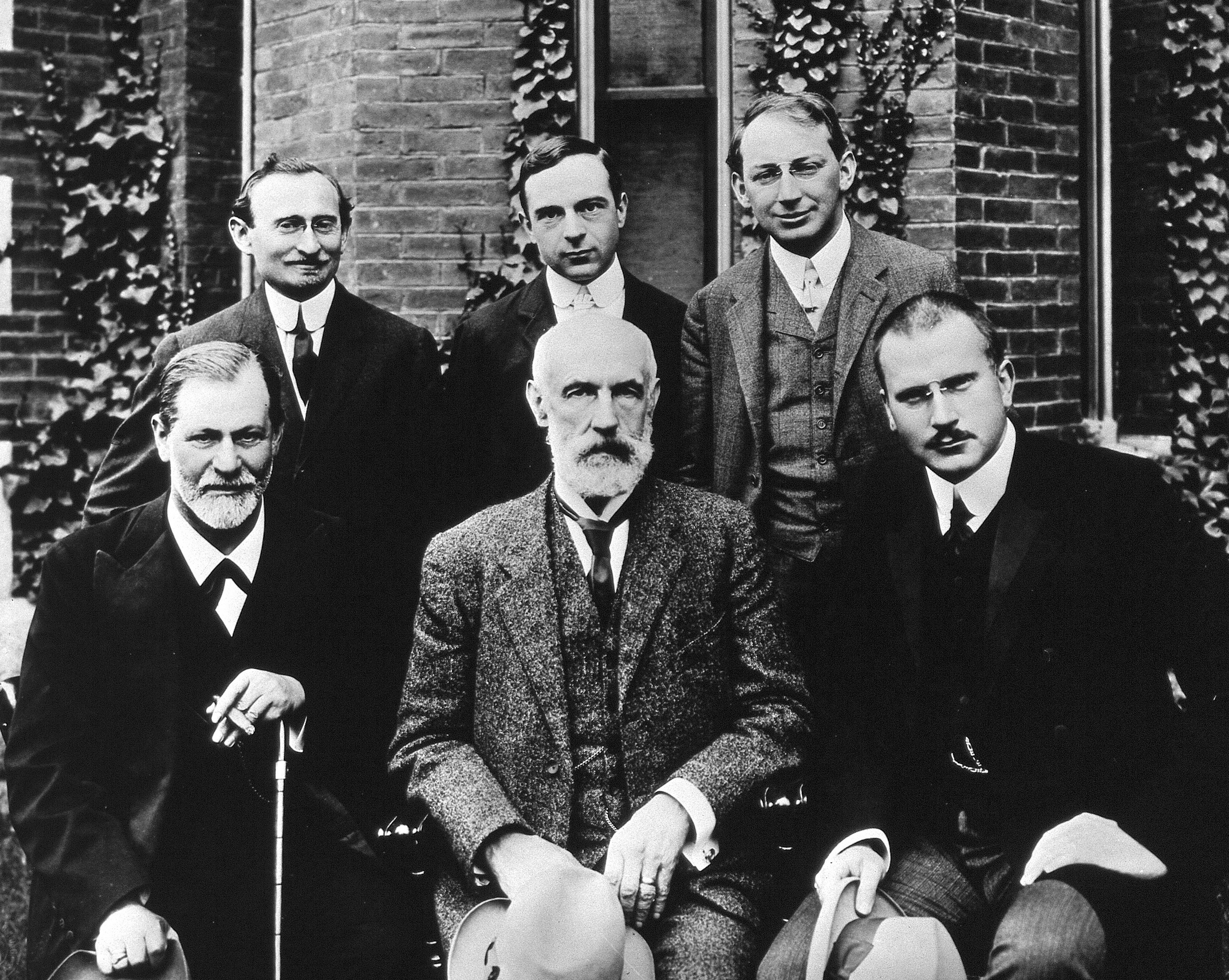
Ferenczi est debout à droite sur la photo où figurent Hall, Freud, Jung (assis), Brill et Jones (debout).

Ferenczi souhaite dès cette époque créer une association psychanalytique hongroise, il prépare aussi la création d'une association internationale, prévue pour le congrès international de Nuremberg les 30 et 31 mars 1910, et dont Carl Jung devient le premier président. Jung, « fils aîné » et « non-juif » est suisse, son élection permet donc de limiter l'influence du groupe viennois, dont Freud donne la direction à Alfred Adler. Ferenczi présente à Nuremberg une conférence intitulée « L'histoire du mouvement ». Il y compare le mouvement psychanalytique à une famille, « où le père ne détient pas une autorité dogmatique, mais seulement celle que lui confèrent ses capacités et ses actes », tandis que Freud s'exclut de la direction officielle, tout en gardant le contrôle des rouages. Freud confie à Ferenczi et Otto Rank, la rédaction en chef de l'Internationale Zeitschrift.

### «L'incident de Palerme»
En août 1910, S. Freud et Ferenczi séjournent à Paris, puis en septembre, ils voyagent en Italie, à Rome, Naples, Syracuse et Palerme, dernière étape, où se manifeste un différend entre les deux hommes : alors qu'ils avaient prévu de travailler ensemble sur la paranoïa, thème sur lequel Ferenczi a déjà écrit un article, Freud propose à Ferenczi de prendre en notes ses élaborations sur les Mémoires d'un névropathe de Daniel Paul Schreber. Ferenczi refuse cette fonction de secrétaire, et Freud décide de travailler seul durant le reste de leur séjour. Ferenczi fera régulièrement référence à l'« Incident de Palerme » pour évoquer ce qu'il considère comme un « malentendu persistant » entre Freud et lui, et qui constitue, selon Yves Lugrin, « l'épreuve, après coup édifiante, d’un “trauma fondamental” », tandis que Freud, lorsqu'il relate ce voyage en Italie à Carl G. Jung, évoque « l'attitude infantile » de Ferenczi à son égard. Les propos de Freud ont été repris par de nombreux psychanalystes contemporains. Toutefois cette image dévalorisée de Ferenczi fut relativisée par certains auteurs.
Le « comité secret » est créé en 1912, à la suggestion d'Ernest Jones, après le départ de Wilhelm Stekel et d'Alfred Adler du cercle freudien, et en prévision de la rupture avec Carl Jung qui est définitive en 1913. Outre Jones, le comité comprend à cette date Sándor Ferenczi, Otto Rank, Hanns Sachs, et Karl Abraham, puis Max Eitingon en 1919.

### Dilemmes amoureux
Ferenczi oscille durant une grande partie de sa vie entre deux relations amoureuses entre lesquelles il n'arrive pas à choisir : Gizella Pálos et sa fille Elma. Il est engagé dans une relation avec Gizella Pálos, qui appartenait au cercle relationnel de la famille Ferenczi à Miskolc alors qu'il était un enfant et qu'elle était jeune mariée. Leur rencontre à l'âge adulte de Ferenczi date de 1909. Ferenczi a 36 ans et est célibataire, Gizella quant à elle, alors âgée de 44 ans, est mariée et mère de deux filles, Elma, âgée de 22 ans, et Magda, 20 ans, qui épouse Lajos, un frère cadet de Ferenczi cette année-là. Ferenczi et Gizella Pálos entament une relation amoureuse, et en 1910, le couple, rend visite à Freud à Vienne, accompagné d'Elma que Ferenczi psychanalyse, puis qu'il envoie se faire psychanalyser par Freud en janvier 1912. Elma revient à Budapest six mois plus tard et Ferenczi la reprend en analyse. Sigmund Freud pour sa part est très actif dans les élaborations de cette relation, il accepte d'analyser Elma, et conseille à Ferenczi d'épouser Gizella, ce que celui-ci ne cessera de lui reprocher. Ferenczi prend la décision d'épouser Gizella en 1917, celle-ci acceptant de se marier avec lui en 1919, après son divorce, non sans avoir sollicité auparavant l'accord d'Elma. Ferenczi analyse son transfert négatif à l'égard de Freud, qui l'a poussé à renoncer à l'union avec la femme jeune, Elma, qui aurait pu lui permettre d'avoir des enfants pour une union raisonnable avec Gizella, au bénéfice de l'« accueil compréhensif » que lui procure celle-ci.

### Création de l'Association psychanalytique hongroise
Sándor Ferenczi crée en 1913 une association hongroise de psychanalyse. Le bureau comprend István Hollós, Lajos Lévy, Sándor Radó, Hugo Ignotus (en) et Anton von Freund. La rupture entre Freud et Carl Jung, « fils aîné » est consommée en 1913. Jung démissionne de la présidence de l'Association psychanalytique internationale la même année, et Karl Abraham le remplace.
Lorsque Ernest Jones décide de faire une analyse didactique, c'est à Budapest qu'il la fait, avec Ferenczi, en juin et juillet 1913. Lou Andreas-Salomé fait, elle aussi, le voyage de Budapest pour faire la connaissance de Ferenczi.

### La Première Guerre

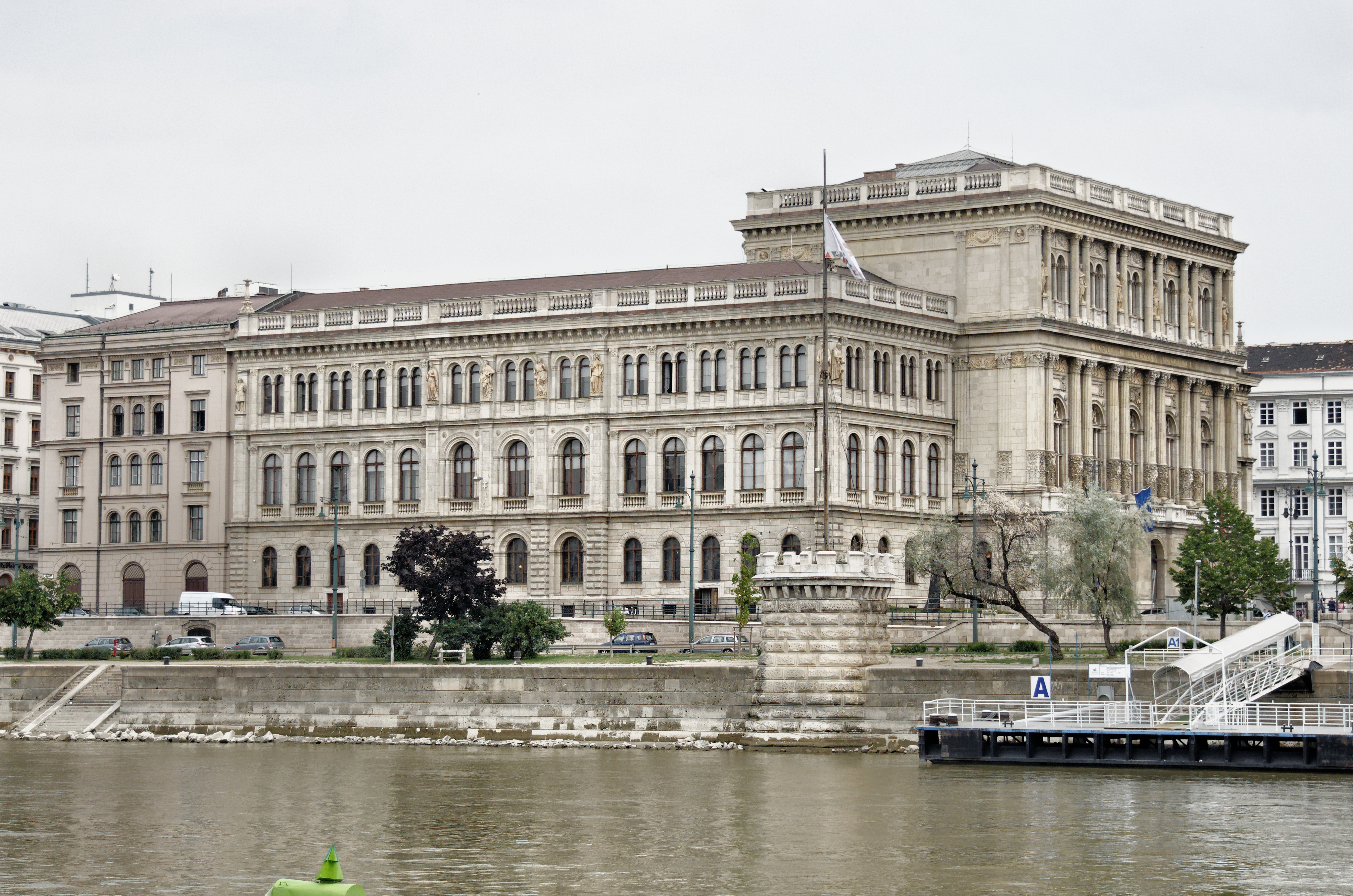
L'Académie hongroise de sciences accueille le congrès international de psychanalyse en 1918

Sándor Ferenczi est d'abord affecté comme médecin-auxiliaire dans l'armée territoriale en juillet 1914, son âge lui évitant d'être envoyé au front, puis il est mobilisé et incorporé en tant que médecin militaire dans la cavalerie, à Pápa en fin d'année. Il traite des névroses de guerre. Il travaille à un ouvrage qui sera publié sous le titre de Thalassa en 1924. Il est muté à l'hôpital Maria-Valéria de Budapest en 1916, chargé d'un service de neurologie traitant les névroses de guerre, thème sur lequel il donne une conférence devant les médecins de l'hôpital, publiée dans Zeitschrift, dans laquelle il envisage une origine traumatique aux névroses de guerre. Il reprend également son travail de médecin conseil ainsi que l'exercice psychanalytique en cabinet privé. Il obtient une permission mi-juin 1916 qui lui permet de se rendre à Vienne pour faire une analyse de trois semaines avec Freud, à raison de deux séances par jour, puis une troisième analyse de deux semaines à raison de trois heures par jour. La correspondance publiée des deux hommes permet d'en reconstituer des éléments,.
En 1917, Ferenczi prend enfin la décision d'épouser Gizella Pàlos, dès que celle-ci aura obtenu le divorce. Une jeune fille qu'il avait eue en analyse se suicide, alors qu'il lui avait refusé un rendez-vous la veille. L'association psychanalytique hongroise reprend ses réunions, interrompues avec la guerre, la première se tient en avril 1918. De nouveaux membres la rejoignent, notamment Imre Hermann, Géza Róheim et Melanie Klein. Otto Rank passe quelques mois en Hongrie, et les deux hommes organisent le 5e congrès international, les 28 et 29 septembre 1918, à Budapest, auquel seuls les analystes d’Autriche, d’Allemagne
et de Hongrie assistent, 42 participants, outre Freud, Oskar Pfister, Édouard Claparède, Victor Tausk, Theodor Reik. Dezső Kosztolányi écrit un article intitulé « Le cigare de Freud ». Ferenczi y est nommé président de l'Association psychanalytique internationale, fonction qu'il occupe de septembre 1918 à octobre 1919.

### L'après-guerre

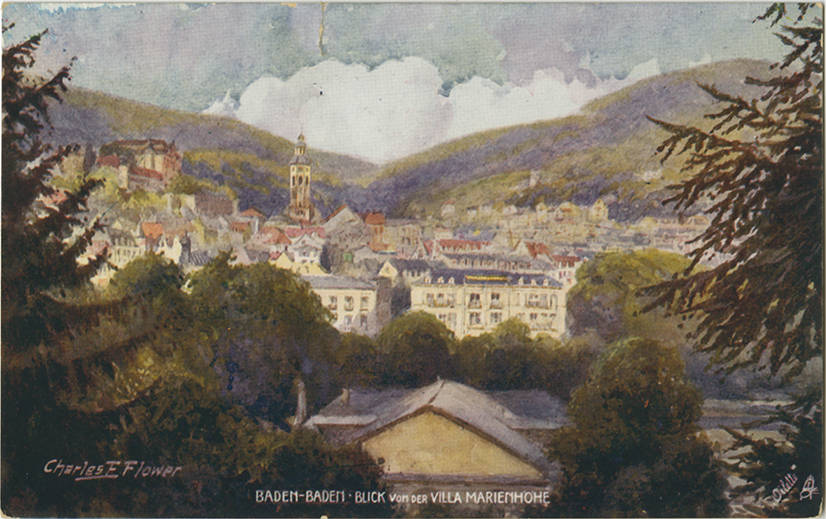
Vacances à Baden-Baden en 1921

La République des conseils se met en place de façon éphémère de mars à août 1919. Une chaire de psychologie psychanalytique est créée à l'université, avec des enseignements destinés aux étudiants en médecine, et Ferenczi est nommé professeur titulaire. La chaire ne survit pas à la chute de la République des conseils et Ferenczi est expulsé de la société médicale de Budapest. Freud lui demande de laisser la présidence de l'association internationale à Ernest Jones, d'abord en intérim en octobre 1919, puis institutionnellement à partir du 6e congrès qui a lieu à La Haye en 1920. Anton von Freund, le mécène du mouvement psychanalytique hongrois meurt le 20 janvier 1920, mettant fin aux espoirs de création d'une policlinique et d'un institut psychanalytiques à Budapest. Un certain nombre d'analystes hongrois émigrent en raison de l'antisémitisme d'État, Sándor Radó, Michael Balint, Alice Balint partent pour Berlin, Melanie Klein séjourne d'abord en Slovaquie, puis à Berlin. Ferenczi donne une communication au congrès international de La Haye, intitulée « Prolongements de la “technique active” en psychanalyse ». La décision d'envoi de lettres circulaires, entre les Londres, Budapest, Vienne et Berlin, est prise à La Haye. Ferenczi rencontre Georg Groddeck à La Haye et les deux hommes se lient aussitôt d'amitié. Ferenczi et son épouse séjournent dans son sanatorium de Baden-Baden en 1921. Il reste très lié avec Otto Rank, et leurs deux couples passent des vacances ensemble au Tyrol en 1922. Les échanges épistolaires avec Freud se raréfient, tandis que les liens entre Ferenczi et les psychanalystes hongrois se fortifient. Ferenczi et Rank publient en 1924 Perspectives de la psychanalyse, ouvrage dans lequel Ferenczi développe notamment sa conception de la technique active,. Ferenczi publie la même année Esquisse d'une théorie de la génitalité, connue sous son titre ultérieur de Thalassa. Il a élaboré les idées de ce livre durant neuf ans : en effet, les premiers fondements de ce travail sur une théorie générale de la sexualité remontent à 1914-1915.
Otto Rank quant à lui publie la même année, en 1924, Le Traumatisme de la naissance, livre qui provoque de fortes controverses au sein du mouvement psychanalytique. Freud semble d'abord soutenir les thèses de Rank, puis, confronté aux exigences des Berlinois, Karl Abraham et Max Eitingon, et du Britannique Ernest Jones, qui lui demandent de condamner les théorisations de Rank et de Ferenczi, il doit réagir. Ferenczi quant à lui prend ses distances à l'égard de cet ouvrage et d'un autre texte d'Otto Rank, intitulé « Technique psychanalytique », notamment lors de son séjour à New York, où Rank s'est installé.
Un numéro de la revue Zeitschrift est consacré à Ferenczi, à l'occasion de son cinquantième anniversaire. Freud y publie un texte élogieux, dans lequel il rappelle les circonstances dans lesquelles  Ferenczi et lui ont fait connaissance, à l'occasion de la lecture par Ferenczi de l'Interprétation du rêve, « débuts d'une longue et intime amitié » alors que Ferenczi est « devenu depuis un maître et un enseignant de la psychanalyse », depuis dix ans à la direction du groupe de Budapest. Freud rappelle également le rôle fondateur de Ferenczi dans la création de l'association psychanalytique internationale « en tant que collectif de défense contre l'appréciation portée par la médecine officielle sur la psychanalyse ». Il évoque la place de « frère aîné sans reproches » de Ferenczi au sein du mouvement psychanalytique et la qualité de son œuvre, où s'exprime selon Freud, « son originalité, sa richesse de pensée et sa fantaisie scientifique ».
Sándor Ferenczi reçoit deux propositions professionnelles, l'une des États-Unis, dans le cadre d'un projet de fondation d'une policlinique psychanalytique à Berlin, l'autre à Vienne, et concerne également la direction de la policlinique psychanalytique et d'un institut de formation des analystes, sur le modèle de l'Institut psychanalytique de Berlin. Il renonce à s'installer aux États-Unis du fait de la crise Rank, celui-ci s'y étant installé dès 1924, avant de revenir brièvement à Vienne pour une éphémère réconciliation. Ferenczi qui a pris la défense de Rank doit ensuite défendre Groddeck, à son tour victime des critiques de Karl Abraham.
Thalassa, écrit en allemand par Ferenczi, est traduit en hongrois par Vilma Kovács en 1928 et publié avec un nouvel intitulé, Catastrophes dans le développement du fonctionnement génital — une étude psychanalytique. Freud estime qu'il s'agit là du « chef-d’œuvre  de Ferenczi », tandis que Dezső Kosztolányi écrit dans la revue Nyugat, après la mort de Ferenczi, que Thalassa est son œuvre capitale, d'une « audace héroïque ». Pourtant, Ferenczi se sent marginalisé au sein du mouvement international : il estime que son œuvre n'est pas comprise et que son action de fondateur de l'association psychanalytique hongroise n'est pas valorisée à sa juste valeur.
La mort soudaine de Karl Abraham en décembre 1925 rend nécessaire son remplacement à la présidence de l'Association psychanalytique internationale. Max Eitingon, cofondateur avec Abraham et Ernst Simmel de la policlinique psychanalytique de Berlin, revendique cette fonction et devient président par intérim, secondé par Simmel, Karen Horney et Sándor Radó, tandis que Ferenczi, ambivalent à l'égard d'une éventuelle installation à Berlin que souhaite pour lui Freud, s'efface.
L'éloignement de Ferenczi à l'égard de Freud, d'abord du fait de la guerre, puis accentué par le cancer de Freud, favorise de sa part une posture plus mature, moins affective à l'égard de Freud. Ferenczi évoque la possibilité de s'installer à Vienne, pour seconder Freud, sans avoir totalement renoncé à la perspective d'aller aux États-Unis mais en envisageant un séjour limité à quelques mois.

### Second voyage aux États-Unis en 1926
Le projet d'une tournée de conférences en Amérique du Nord correspond à des expectatives financières et professionnelles : malgré une activité professionnelle intense, les revenus de Ferenczi restent limités. Par ailleurs, il envisage ce séjour comme l'occasion de contrer l'influence d'Otto Rank sur la communauté analytique américaine mais aussi de poursuivre la légitimation de la psychanalyse comme discipline indépendante de la psychiatrie, et donc de permettre l'analyse profane, c'est-à-dire pratiquée par des analystes non médecins. Abraham Brill, médecin et psychanalyste, fondateur en 1911 de la New York Psychoanalytic Society, lui propose de réaliser un cycle de douze conférences d'introduction à la psychanalyse, à New York. Ferenczi et son épouse embarquent le 23 septembre 1926 à Cherbourg.
Le programme new-yorkais comprend outre les conférences hebdomadaires, un séminaire avec des analystes laïcs, c'est-à-dire non-médecins et des analyses de patients. Or si Ferenczi, comme Freud, se prononce en faveur de l'analyse profane, Abraham Brill y est tout à fait opposé, et l'État de New York autorise les analystes non-médecins à pratiquer exclusivement une « éducation psychanalytique », à l'exclusion de cures analytiques. Ferenczi est invité par les sociétés médicales de Boston et de Washington et donne une conférence à la Société de psychiatrie de New York, sur l'analyse profane, intitulée « Fantasmes gullivériens ». Son soutien à l'analyse profane provoque l'éloignement d'Abraham Brill. Les Ferenczi reprennent le bateau en juin 1927 et passent par l'Angleterre, où Ferenczi, accueilli par Ernest Jones, donne quelques conférences, puis par Paris où il sympathise avec René Laforgue.

### Les dernières années
Freud pousse Ferenczi à solliciter la présidence de l'Association psychanalytique internationale, tout en indiquant à Eitingon qu'il soutient sa candidature. Ce dernier est élu, à Bad Homburg, en septembre 1927, lors du 9e congrès dont les débats portent essentiellement sur l'analyse profane et les différends entre Anna Freud et Melanie Klein sur la psychanalyse des enfants.
Ferenczi se décide à rester en Hongrie, l'association hongroise projette la création d'une policlinique et un institut de formation, lui-même peut reprendre des conférences publiques dans une salle de l'Académie de musique. Il prend des vacances en Espagne avec son épouse, et donne une conférence à Madrid durant l'été 1928.
Les controverses à propos de l'analyse profane continuent d'être au premier plan, et une réunion du comité de l'association internationale est organisée, sans attendre le prochain congrès. Elle se déroule à Paris et réunit Anna Freud, Max Eitingon, le psychiatre néerlandais Johan H.W. van Ophuijsen, et Ernest Jones. Ferenczi publie en 1930 la communication prononcée au 11e congrès international à Oxford en 1929, et son essai « L'enfant mal accueilli et sa pulsion de mort » (1929),.
Ferenczi indique dans une lettre datée du 22 mai 1932 à Freud qu'il renonce à briguer la présidence de l'association internationale : « Après de longues et cruelles hésitations, j'ai pris la décision de renoncer à la candidature à la présidence ». Freud témoigne dans une lettre datée du 24 août du mécontentement que lui inspire cette décision, qu'il considère comme un acte hostile envers lui. Ferenczi veut passer par Vienne, avant le 12e congrès international à Wiesbaden, pour lire à Freud la communication qu'il a prévu de présenter à cette occasion. Il arrive à Vienne le 2 septembre et présente à Freud son texte qui revient sur le facteur traumatique, et sa répétition. Il y insiste particulièrement sur l'analyse insuffisante des psychanalystes. Abraham Brill, particulièrement hostile aux positions de Ferenczi sur l'analyse laïque depuis le séjour de celui-ci aux États-Unis, assiste à une partie de l'entrevue sans que Ferenczi ait été consulté à cet égard. Après la lecture de son texte, Freud demande à Ferenczi de s'abstenir de publier durant une année. Ferenczi est quand même autorisé à présenter sa conférence à Wiesbaden, et son texte est publié dans les actes du congrès par la Zeitschrift, mais pas dans la version anglaise des actes, éditée par l'International Journal of Psychoanalysis.
Gizella et Sándor Ferenczi écourtent leurs vacances en France tant l'état de santé de ce dernier s'est aggravé. Le diagnostic d'anémie pernicieuse, en septembre 1932, est pour Ferenczi une confirmation de son état. Il écrit le 29 mars 1933 à Freud, pour reprendre contact, mais surtout pour l'inciter à quitter l'Allemagne nazie, comme le font de nombreux analystes. Il évoque pour son épouse et lui-même un exil en Suisse. En effet, les livres de Freud sont brûlés lors des autodafés  qui se déroulent à Berlin le 10 mai 1933.

### Mort de Ferenczi et mise au ban de la communauté psychanalytique
Une paralysie respiratoire liée à l'anémie pernicieuse entraîne la mort de Ferenczi le 22 mai 1933, à l'âge de 59 ans. À Ernest Jones qui lui envoie ses condoléances, Freud répond le 29 mai que Ferenczi s'est éloigné de la communauté psychanalytique « depuis des années » et qu'au processus de dégradation physique causée par l'anémie pernicieuse, s'est ajoutée « une dégénérescence psychique qui a pris la forme d'une paranoïa ». Ces confidences secrètes de Freud achèvent de convaincre Jones de la dégradation de l'état mental de Ferenczi, hypothèses que Jones expose comme des certitudes dans son ouvrage La Vie et l'Œuvre de Sigmund Freud, où il parle des « tendances psychotiques latentes » de Ferenczi, de son « état délirant » et de « violentes explosions paranoïaques, voire homicides ».
Dans sa nécrologie de Ferenczi, Ernest Jones affirme que « Dans ses écrits plus tardifs, Ferenczi montrait des signes indiscutables de régression mentale dans son attitude envers les problèmes fondamentaux de la psychanalyse ». Dans sa correspondance avec Freud, il indique qu'il a suivi l'« évolution pathologique » de Ferenczi jusqu'au dénouement final, et que la « paranoïa » de ce dernier était « assez évidente pour tous les analystes qui ont entendu sa communication » au congrès international de Wiesbaden. La conférence de Ferenczi au congrès international a été supprimée de l'édition des actes dans l'IJ, tandis que ses dernières propositions théoriques et cliniques n'étaient pas discutées. Dans le troisième volume de sa biographie de Freud, Jones évoque les « manifestations psychotiques » apparues chez Rank, puis progressivement chez Ferenczi « vers la fin de sa vie », qui « eurent entre autres conséquences de les détourner de Freud et de ses doctrines », « Les germes d’une psychose destructrice, invisibles pendant si longtemps, finirent par éclater ». L'interprétation livrée par Ernest Jones est que tout à la « déception de ne pas avoir été élu président », Ferenczi « s’est retiré des problèmes de l’Association internationale et a commencé à développer des directions propres qui divergeaient sensiblement de celles généralement acceptées dans les milieux psychanalytiques ».
Les témoignages de proches de Ferenczi sur ses derniers jours indiquent au contraire que ce dernier était demeuré lucide. Lajos Lévy, son médecin, précise que celui-ci est mort « des complications neurologiques d'une anémie pernicieuse, parfaitement sain d'esprit, mais atteint au cours des derniers jours de sa maladie des troubles neurologiques correspondant aux symptômes classiques de son mal ». Ainsi, il n'a jamais constaté de troubles paranoïaques. Les troubles de la vue, de la marche et la paralysie des mains sont advenus seulement début mars 1933, accompagnés, quelques semaines avant sa mort, de fantasmes de persécution et d'agressivité à l'égard de son épouse. Selon Paul Roazen, « Il ne s’est trouvé personne parmi les intimes de Ferenczi pendant cette période ultime de sa vie pour confirmer quoi que ce fût de la version de Jones ».

### Réhabilitation dans les années 1980
La réhabilitation est d'abord l’œuvre de Michael Balint, psychanalyste britannique d'origine hongroise, exilé en Angleterre en 1939. En effet, à la mort de Ferenczi, Balint s'est vu confier la responsabilité des droits littéraires de l’œuvre de ce dernier par Gizella Ferenczi et les filles de celle-ci, Elma et Magda. Michael Balint disposait donc de textes inédits de Ferenczi, notamment le Journal clinique (1932) et la correspondance avec Freud, qu'il avait emportés dans son exil en Angleterre en 1939. Michael Balint se lance dans la publication de ces textes, notamment du Journal clinique.
La correspondance de Freud et Ferenczi est constituée de 1 236 lettres conservées par Gizella Ferenczi et Anna Freud. Elle est publiée en trois volumes de 1992 à 2000 : t. 1 1908-1914 (1992), t. 2 1914-1919 (1996) et t. 3 1920-1933 Les années douloureuses (2000).

## Apports et travaux

### L'identification à l'agresseur
Le concept d'identification à l'agresseur est introduit par Ferenczi en 1933 dans « Confusion de langue entre l'adulte et l'enfant ». Dans cet article, il analyse les effets traumatiques d'un viol commis par un parent proche. L'identification est alors considérée comme destructrice : l'enfant se sacrifie pour sauver l'image du parent agresseur. Le mécanisme d’introjection du sentiment de culpabilité de l’adulte chez l'enfant concourt à la dissociation d'identité et au clivage de l’enfant traumatisé.
Présenté à Freud dès le mois d'août 1932, cet article, destiné à être lu au congrès de Wiesbaden, n'est publié qu'en 1949. Parmi les raisons de son ostracisation, Jay Frankel avance que le concept d'identification à l'agresseur heurtait les idées dominantes sur la pratique psychanalytique, par exemple sur l'influence de l'analyste dans la relation thérapeutique.

### Le «nourrisson savant» (1923-1931)
Ferenczi publie en 1923 dans l'Internationale Zeitschrift für Psychoanalyse le rêve du nourrisson savant. Il développe ce concept lors d'une conférence donnée à Vienne lors du 75e anniversaire de Freud, « Analyse d'enfants avec des adultes ».

### Réalité du trauma
Alors que Freud a envisagé une troisième voie, entre réalité du trauma et fantasme, c'est-à-dire le refoulement de la représentation après-coup, Ferenczi propose quant à lui de redonner de l'importance au traumatisme infantile.
Selon Ferenczi, le trauma se constitue en deux moments : la réalité de la chose et le désaveu de cette réalité par l'adulte. Ferenczi écrit en 1931 dans « Analyse d’enfants avec les adultes », « Le pire, c’est vraiment le désaveu, l’affirmation qu’il ne s’est rien passé, qu’on n’a pas eu mal, ou même être battu ou grondé lorsque se manifeste la paralysie traumatique de la pensée ou des mouvements ; c’est cela surtout qui rend le traumatisme pathogène. ».

### Journal clinique
Tenu du 7 janvier 1932 au 2 octobre 1933, le Journal clinique comprend les réflexions spontanées de Ferenczi, rédigées en majeure partie par son secrétaire. Il est publié en France chez Payot en 1985 et en Angleterre chez Harvard University Press en 1995. Sándor Ferenczi développe dans son journal ses critiques à l'égard de Freud, auquel il reproche son manque de compréhension et de confiance. Il développe également ses conceptions de l’analyse mutuelle, du traumatisme, de la fragmentation de la psyché qui en découle, de l’identification à l'agresseur et du rôle de la mère dans les abus sexuels. 
Ferenczi défend l'approche d'une psychanalyse approfondie et met en avant l’ambition thérapeutique du psychanalyste.

### La «technique active»
Ferenczi met en œuvre la technique active entre 1918 et 1925. Cette thérapeutique active repose sur la reviviscence, dans la cure, de divers traumatismes du patient. Elle s'articule sur quatre types d'intervention : l'interprétation, l'incitation, la confrontation et l'identification.

### L'analyse mutuelle
L'analyse mutuelle est particulièrement liée à la personnalité d'Elisabeth Severn,. Ferenczi se sentait dans l'impasse vis-à-vis de cette patiente à cause de ses explosions émotionnelles, de ses menaces suicidaires et de son transfert érotique. Il a accepté son idée d'alterner les rôles à chaque séance, ce qui lui a permis de comprendre son contre-transfert négatif et à sa patiente d'actualiser le traumatisme lié à son père. S'il considère cette analyse mutuelle comme une grande expérience clinique, il s'interroge sur ses limites et privilégie finalement une analyse approfondie à ce cadre symétrique non reproductible avec tous les patients
.

### Émission de radio
- Benoît Peeters et Olivia Gesbert, « Ferenczi, l’autre Freud » [], La Grande table des idées, sur France Culture, 11 novembre 2020